# Беферн (Шлезвіг-Гольштейн)
Беферн (нім. Bevern) — громада в Німеччині, розташована в землі Шлезвіг-Гольштейн. Входить до складу району Піннеберг. Складова частина об'єднання громад Ранцау.
Площа — 8,06 км2. Населення становить 589 ос. (станом на 31 грудня 2020).

## Географія

### Клімат
| Клімат Беферна          | Клімат Беферна | Клімат Беферна | Клімат Беферна | Клімат Беферна | Клімат Беферна | Клімат Беферна | Клімат Беферна | Клімат Беферна | Клімат Беферна | Клімат Беферна | Клімат Беферна | Клімат Беферна | Клімат Беферна |
| Показник                | Січ.           | Лют.           | Бер.           | Квіт.          | Трав.          | Черв.          | Лип.           | Серп.          | Вер.           | Жовт.          | Лист.          | Груд.          | Рік            |
| Середній максимум, °C   | 3,5            | 4,4            | 8,0            | 12,3           | 17,5           | 19,9           | 22,1           | 22,2           | 17,9           | 13,0           | 7,5            | 4,6            | 12,7           |
| Середня температура, °C | 1,3            | 1,7            | 4,4            | 7,8            | 12,6           | 15,4           | 17,4           | 17,2           | 13,6           | 9,4            | 5,1            | 2,5            | 9,0            |
| Середній мінімум, °C    | −1,4           | −1,2           | 1,1            | 3,3            | 7,4            | 10,5           | 12,7           | 12,5           | 9,6            | 6,0            | 2,4            | 0,0            | 5,2            |
| Днів з опадами          | 12             | 9              | 11             | 8              | 9              | 11             | 11             | 10             | 10             | 10             | 11             | 12             | 124            |
| ----------------------- | -------------- | -------------- | -------------- | -------------- | -------------- | -------------- | -------------- | -------------- | -------------- | -------------- | -------------- | -------------- | -------------- |
| Джерело: www.yr.no      |                |                |                |                |                |                |                |                |                |                |                |                |                |